# Concordia (Bussum)

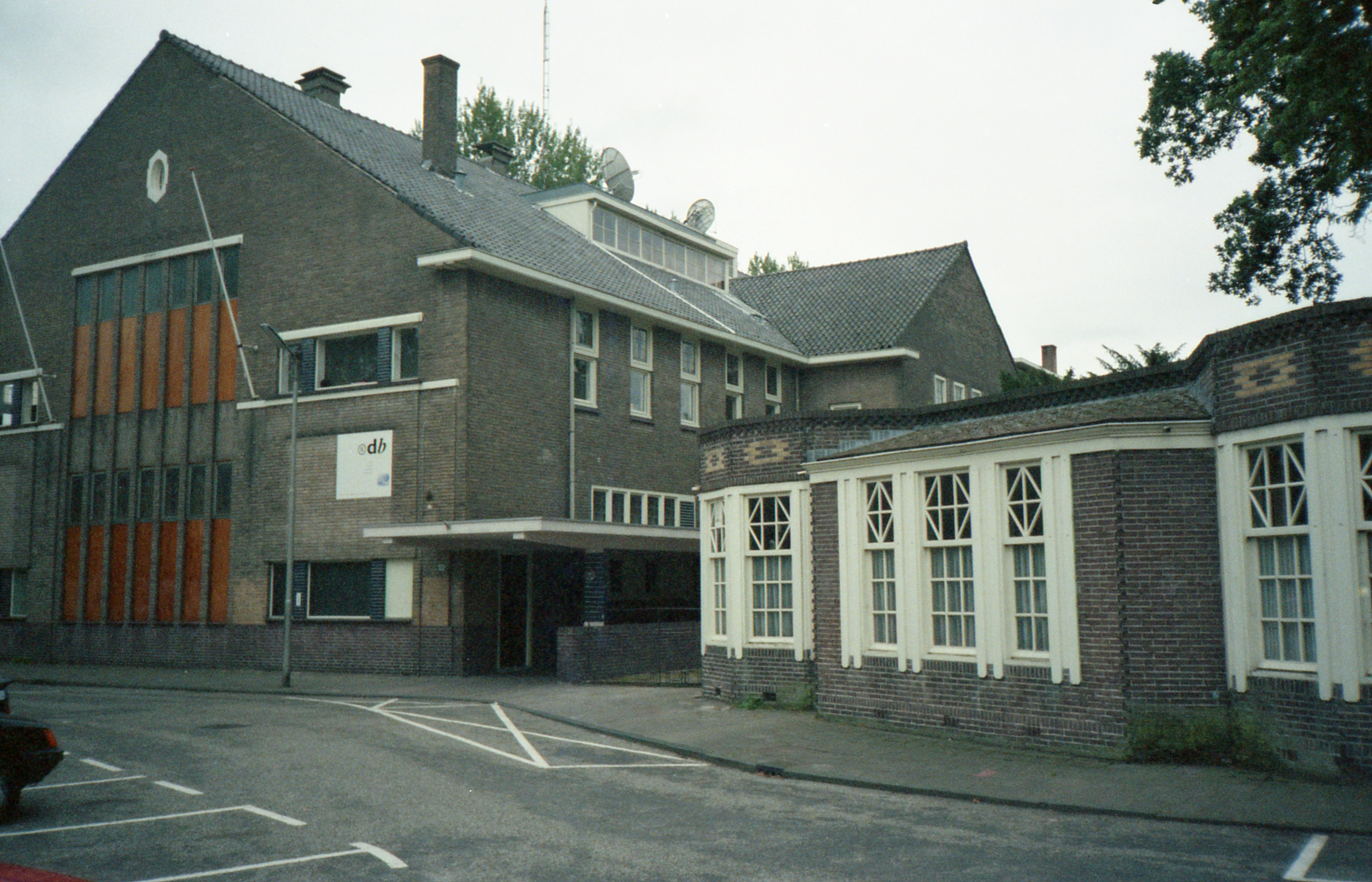
Rob de Boer Productions, 1991-06

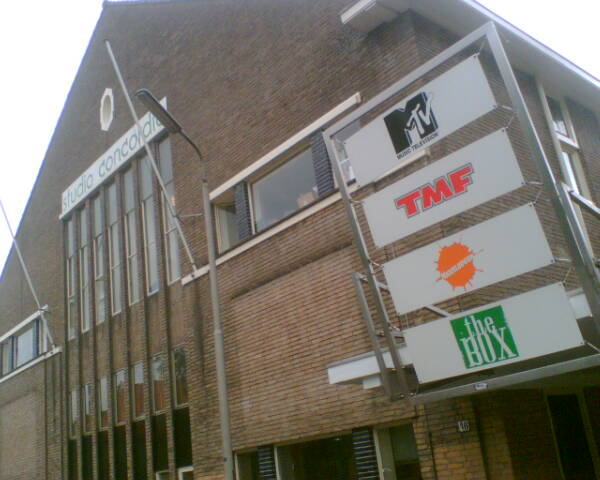
MTV Networks, 2007

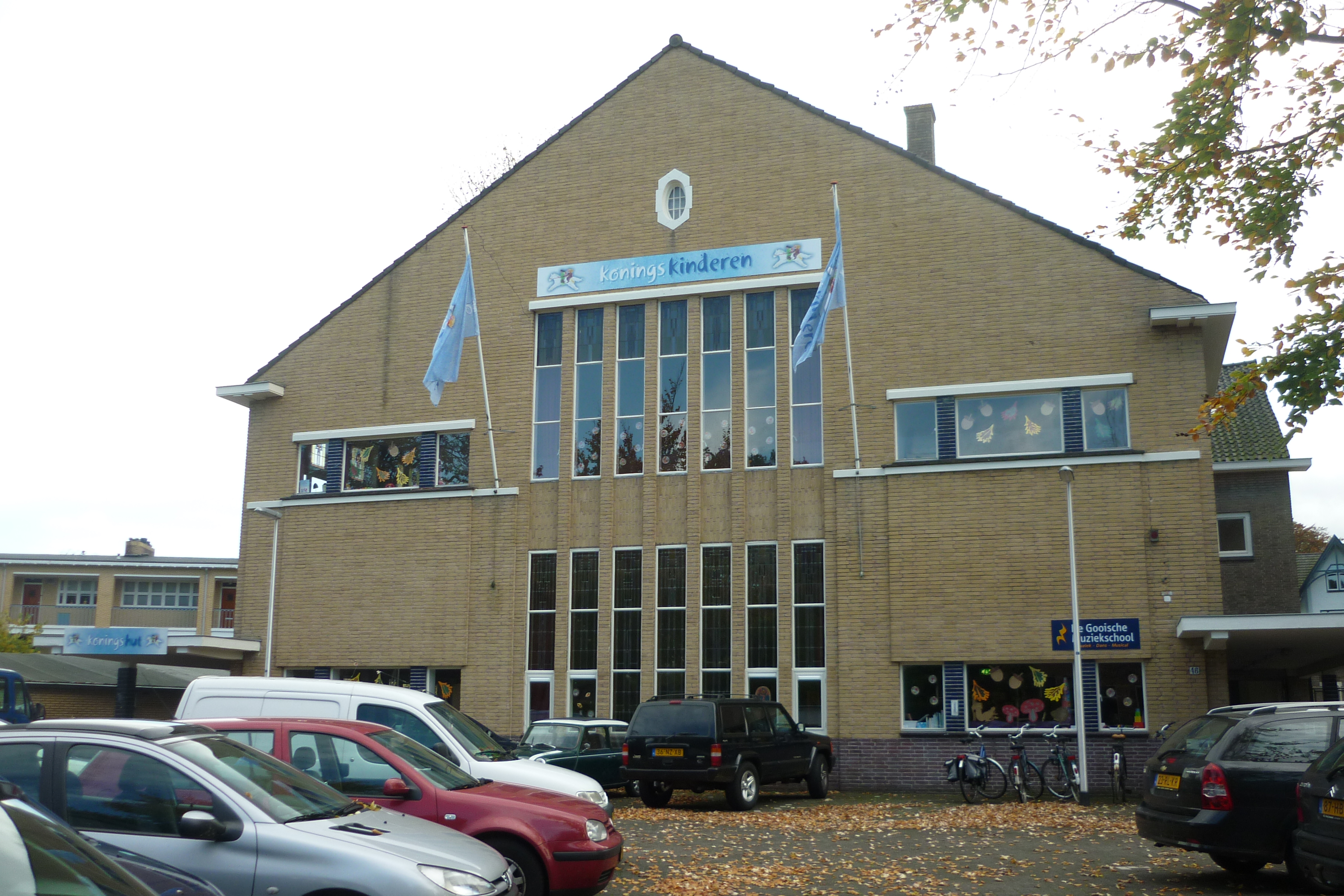
Opvang Koningskinderen (De Sterrendaalders)

Concordia is de vroegere naam van een niet meer als zodanig gebruikt evenementengebouw aan de Graaf Wichmanlaan 46 in de wijk Het Spiegel in Bussum. De locatie diende in de periode van 1954 tot 2007 voornamelijk als televisiestudio.

## Geschiedenis
Het eerste gebouw op die locatie werd gebouwd in 1897. De architect was Cornelis Kruisweg in opdracht van Maatschappij Concordia. Het was een multifunctioneel gebouw waar veel verenigingen en organisaties terecht konden en er werden toneelvoorstellingen, kerkdiensten en tentoonstellingen gehouden. Vanaf 2 april 1926 werden er ook radio-uitzendingen verzorgd. In 1928 werd het nog gerenoveerd, maar het brandde af op 27 april 1930.
Een jaar later werd het herbouwd. Architect was toen J.C.O. Camman (1873-1952), die meer huizen in Bussum had ontworpen. De heropening was op 12 december 1934.

### Televisiestudio
Vanuit de verbouwde studio Irene, die inmiddels gesloopt is, werd in 1951 voor het eerst televisie uitgezonden. Altijd 'live', want opnameapparatuur voor televisie bestond nog niet. Vanuit het gebouw Concordia vonden de tv-uitzendingen plaats vanaf 1954. De eerste rechtstreekse uitzending was die van het toneelstuk Potasch en Perlemoer, uitgebracht door de VARA.
Van 1961 tot 1986 werd Concordia verhuurd aan de Nederlandse Televisie Stichting (NTS), de voorloper van de Nederlandse Omroep Stichting (NOS). Vanaf september 1967 werden vanuit Concordia de eerste kleurentelevisieprogramma's uitgezonden.
Vanaf 1986 tot 1994 was het gebouw de hoofdvestiging van Rob de Boer Productions, later Sky Radio (1988-1995) en vanaf 1991 Radio 538 en de thuisbasis van Countdown, B.O.O.S. en diverse andere televisieproducties.
Tot 16 februari 2007 was het hoofdkantoor van MTV Networks Benelux er gevestigd.

## Actueel
Tegenwoordig wordt het gebouw gebruikt voor kinderopvang. Het is ook mogelijk om er muziek- en theaterlessen te krijgen.